# Palazzo delle Poste (Siena)
Il palazzo delle Poste è un edificio pubblico situato a Siena, in piazza Giacomo Matteotti.

## Storia
All'inizio del XX secolo, la sede senese delle Regie Poste era collocata al piano terra di palazzo Spannocchi, in piazza Salimbeni, di proprietà della Banca Monte dei Paschi di Siena dal 1880, che era stato preso in affitto dal Ministero dei lavori pubblici. La sistemazione di palazzo Spannocchi in sede postale era stata effettuata dall'architetto Giuseppe Partini. Tale collocazione non risultò presto più sufficiente alle esigenze della popolazione senese e si iniziò ad avvertire l'urgenza di dotare la città di una vera sede postale nuova e funzionale.
Nel 1907 il Consiglio comunale di Siena deliberò di destinare l'area dell'ex chiesa di Sant'Egidio e convento delle Capuccine in piazza Umberto I (poi Matteotti), poco distante da piazza Salimbeni, per realizzarvi il nuovo palazzo sede delle Poste centrali. Una prima progettazione ebbe inizio a cura dell'Ufficio tecnico comunale, coordinato dall'architetto capo Giuseppe Barsotti, con il contributo dell'ingegnere Alfredo Bertini per i calcoli statistici e strutturali. Il concorso per la «decorazione artistica dell'erigendo Palazzo Poste e Telegrafi» venne invece vinto nel 1908 dall'architetto Vittorio Mariani, che introdurrà significative modifiche al progetto di massima dell'Ufficio tecnico e verrà poi nominato direttore dei lavori nel 1910. La ditta incaricata della costruzione fu quella di Pietro Ciabattini.
La posa della prima pietra avvenne il 18 settembre 1910 e il palazzo fu completato in due anni, con l'inaugurazione ufficiale il 20 settembre 1912.

## Descrizione
Il palazzo delle Poste, nelle intenzioni di Mariani, voleva distinguersi «dall'immagine della senesità in termini di goticismo, a favore invece di una interpretazione in chiave storicistica», al fine di evidenziare «la funzione di riferimento sovraterritoriale dell'edificio da realizzare». L'idea venne discussa in seno al Consiglio comunale di Siena, in cui Mariani era consigliere, non senza forti dibattiti e obiezioni dai senesi più tradizionalisti.

### L'esterno
Il prospetto principale che affaccia su piazza Matteotti – uno dei pochi casi a Siena di edificio pubblico che si propone in relazione a un grande spazio aperto in posizione frontale – si presenta tripartito, con due corpi laterali aggettanti ed evidenziati dall'uso di elementi linguistici di maggior rilievo e dimensione, quali i due portoni e i vestiboli d'accesso per il pubblico.
La muratura presenta travertino lavorato in bozze con differenti piani di finitura e di orli, alternato alla "pietra di torre" (travertino proveniente dalla demolizione del convento delle Cappuccine) e al laterizio, con l'inserzione di bardelloni in terracotta sopra gli archi delle finestre al primo e secondo piano. In terracotta sono anche il cornicione con modiglioni intagliati, ovoli e dentelli, e il fregio per il lato inferiore della cornice del secondo piano e il sottogronda laterale.
Sul prospetto laterale destro dell'edificio, si trova la lapide in memoria dei dipendenti comunali caduti nella prima guerra mondiale, collocata nel 1924, con una Vittoria bronzea realizzata da Ettore Brogi.

### L'interno
Gli interni, soprattutto il salone interno e gli ambienti di accoglienza, presentano decorazioni a opera dei principali artigiani e artisti senesi dell'epoca. I pavimenti in marmo sono opera della ditta Maccari di Colle di Val d'Elsa, le inferriate sono state realizzate dalla ditta di Pasquale Franci, mentre le decorazioni e gli arredi a stucco sono opera di Giuseppe de Ricco; le parti in finto legno e in finta pietra sono realizzate da Virginio Coppini. Di rilievo anche le vetrate dipinte a fuoco e montate in piombo realizzate dalla manifattura San Lorenzo dei Chini di Borgo San Lorenzo, le dorature di Arturo Franci e le pitture allegoriche dipinte sul soffitto (rappresentanti il Telefono, il Telegrafo e le Poste) realizzate da Umberto Giunti sotto la direzione di Alessandro Franchi.